# Indomitrella conspersa
Indomitrella conspersa là một loài ốc biển, là động vật thân mềm chân bụng sống ở biển trong họ Columbellidae.

## Miêu tả
Loài này có kích thước giữa 8 mm and 14 mm

## Phân bố
Chúng phân bố ở Biển Đỏ, ở Ấn Độ Dương dọc theo Madagascar, Mauritius và dọc theo quần đảo Loyalty, Indonesia và Philippines.